# Nezmaři (hudební skupina)
Nezmaři jsou česká hudební skupina, která od 80. let patří ke stálicím české folkové scény. Pochází z Českých Budějovic a hrají převážně vlastní tvorbu.

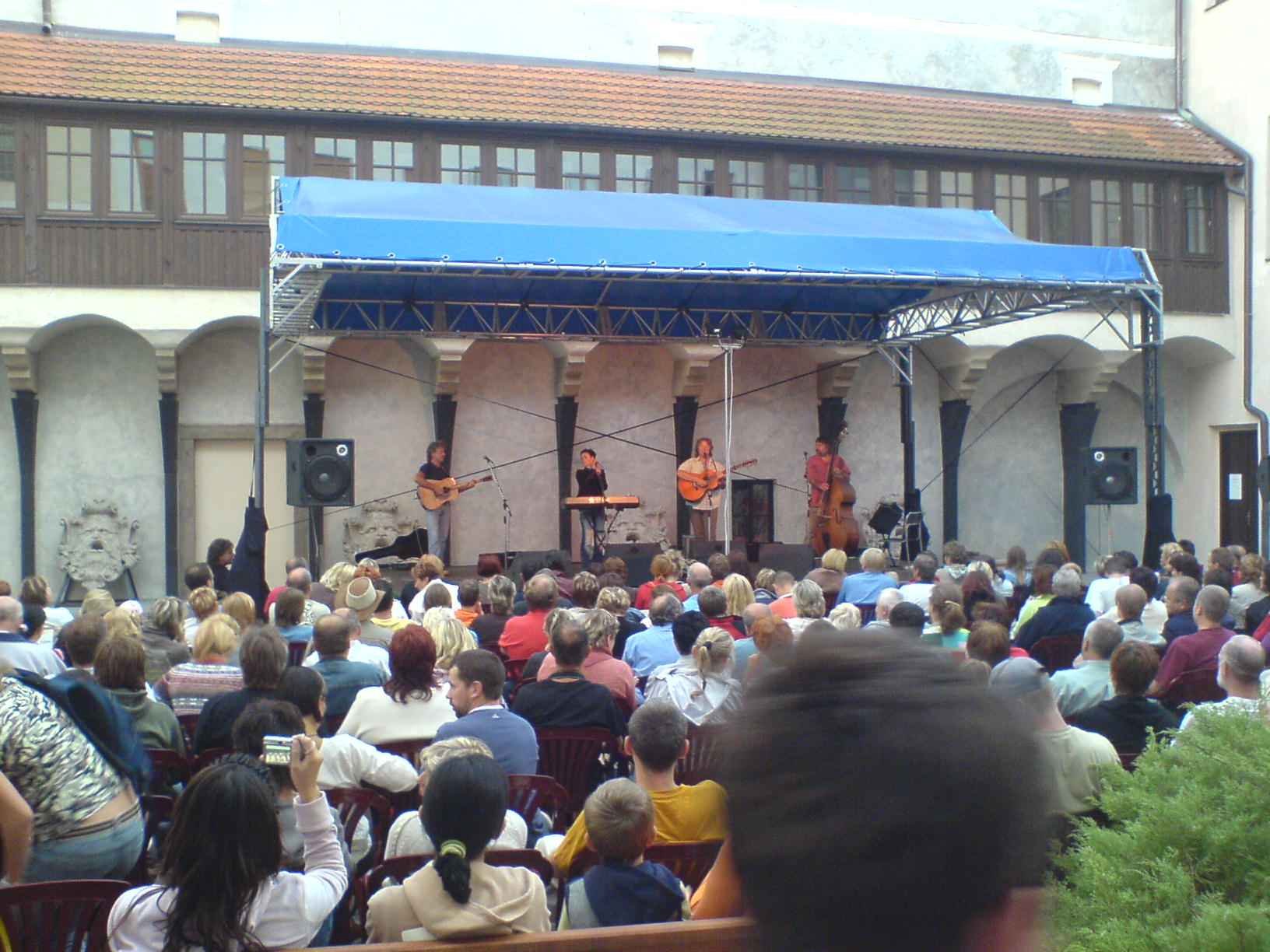
Skupina Nezmaři na koncertě (2007): zleva Tonda Hlaváč, Šárka Benetková, Pavel Zajíc a Pavel Jim Drengubák

## Historie
Skupina byla založena v lednu 1978, zakládajícími členy byli Zdeněk Hejkrlík, Luboš Hrdlička, Zdeněk Svoboda a Pavel Zajíc. Kmenová sestava vykrystalizovala teprve během prvních let; se Zajícem ji utvořili Tonda Hlaváč, Pavel „Jim“ Drengubák a Jarda Matějů – kromě posledně jmenovaného jsou všichni v kapele dodnes. Mezi dřevní členy patřila také první zpěvačka Nezmarů, Yveta Kolářová-Kaňková. Ženský zpěv, často i dvojhlasý, se stal jednou z typických značek kapely.
V roce 1981 se skupina poprvé probojovala do celostátního finále Porty. Zde ještě nezaznamenala výrazné úspěchy, ale už vstoupila do povědomí příznivců českého folku. Zúčastnila se také folkového festivalu Letokruh v Českém Krumlově. V roce 1982 už Nezmaři získali ocenění Malá Porta, která byla udílena novým nadějným skupinám. A v následujícím roce 1983 již dosáhli na jednu z hlavních cen Porty. Hlavní cenu potom kapela získala i v roce 1984, načež se rozhodla v dalších ročnících už nesoutěžit.
V roce 1988 skupina dostala první nabídku na vydání samostatné LP desky, která následně vyšla s prostým názvem „Nezmaři“. V té době byla skupina stále amatérská, členové měli své zaměstnání a hraní brali jen jako zábavu a přivýdělek. Tehdejší zpěvačka Lenka Slabá chtěla ale nastoupit profesionální dráhu a rozhodla se přijmout nabídku skupiny Spirituál kvintet. Změna byla provedena na Svojšickém slunovratu v roce 1989, kde byl přestup povrzen vedoucím Kvintetu Jiřím Tichotou.
Roku 1990 na post zpěvačky nastoupila Šárka Benetková a od té doby je sestava Nezmarů stabilní. V letech 1991–2002 s nimi jako druhá zpěvačka vystupovala také Pavlína Jíšová.
Od roku 1993 hrají i Nezmaři profesionálně a věnují se koncertování naplno. V roce 2000 skupina několikrát hrála v zahraničí, ale dává stále přednost domácímu publiku, kde není problém s jazykovou bariérou.

## Členové
| jméno                    | členem v letech      | nástroj          |
| Zdeněk Hejkrlík          | 1978                 |                  |
| Zdeněk Svoboda           | 1978–1979            |                  |
| Luboš Hrdlička           | 1978–1980            |                  |
| Pavel Zajíc              | 1978–dodnes          | 12strunná kytara |
| Tonda Hlaváč             | 1979–dodnes          | kytara           |
| Pavel Jim Drengubák      | 1979–dodnes          | kontrabas        |
| Yveta Kolářová-Kaňková   | 1979–1984, 1989–1990 | zpěv             |
| Jarda Matěj Matějů       | 1980–1990            | banjo            |
| Jana Hrušková-Mikulášová | 1983–1984            | zpěv             |
| Líba Maxová              | 1985                 | zpěv             |
| Lenka Slabá-Vostrá       | 1985–1988            | zpěv             |
| Monika Klimentová        | 1988–1989            | zpěv             |
| Šárka Benetková          | 1990–dodnes          | zpěv, klávesy    |
| Pavlína Jíšová-Lounková  | 1991–2002            | zpěv             |

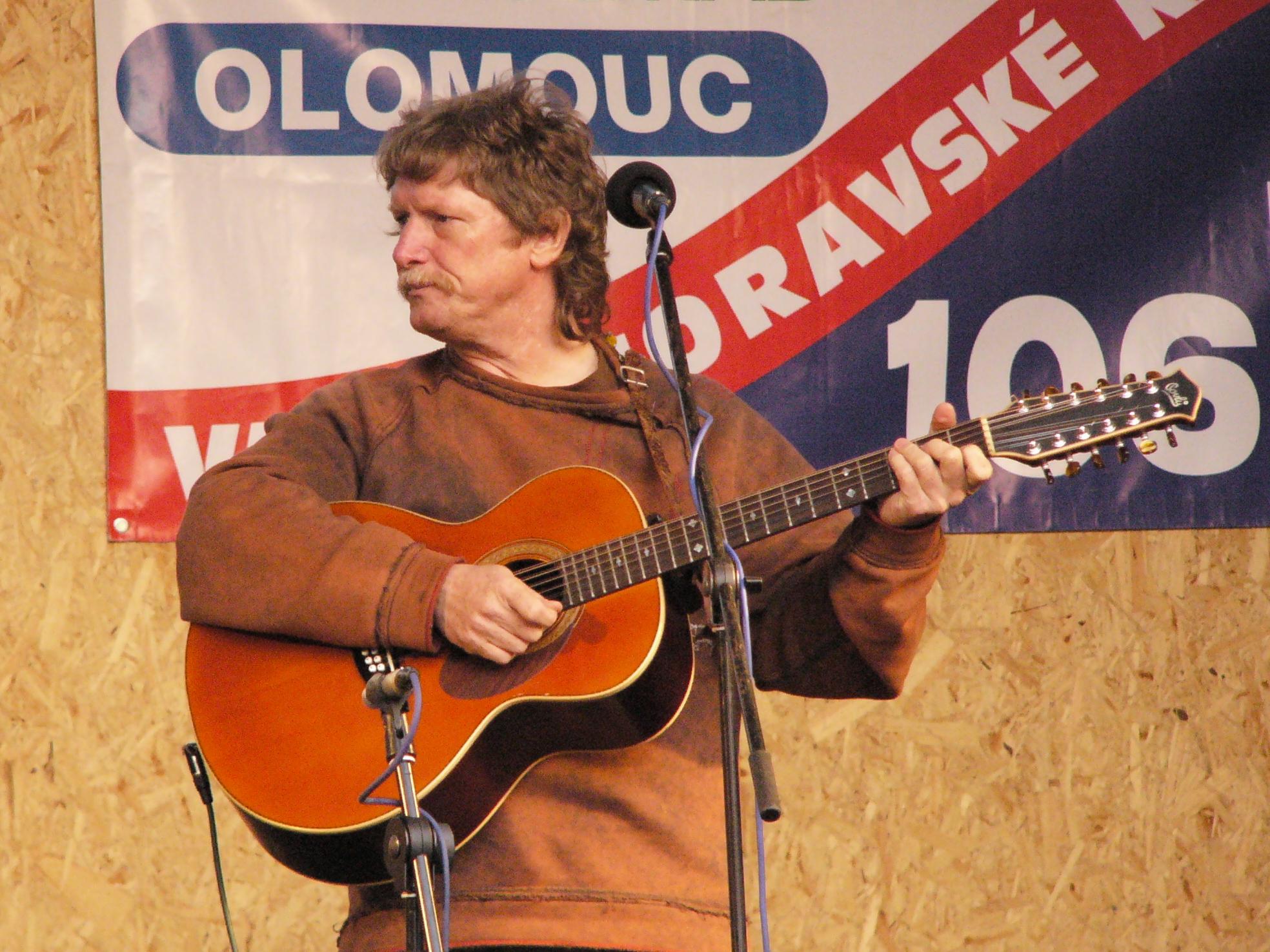
Pavel Zajíc, zakládající člen
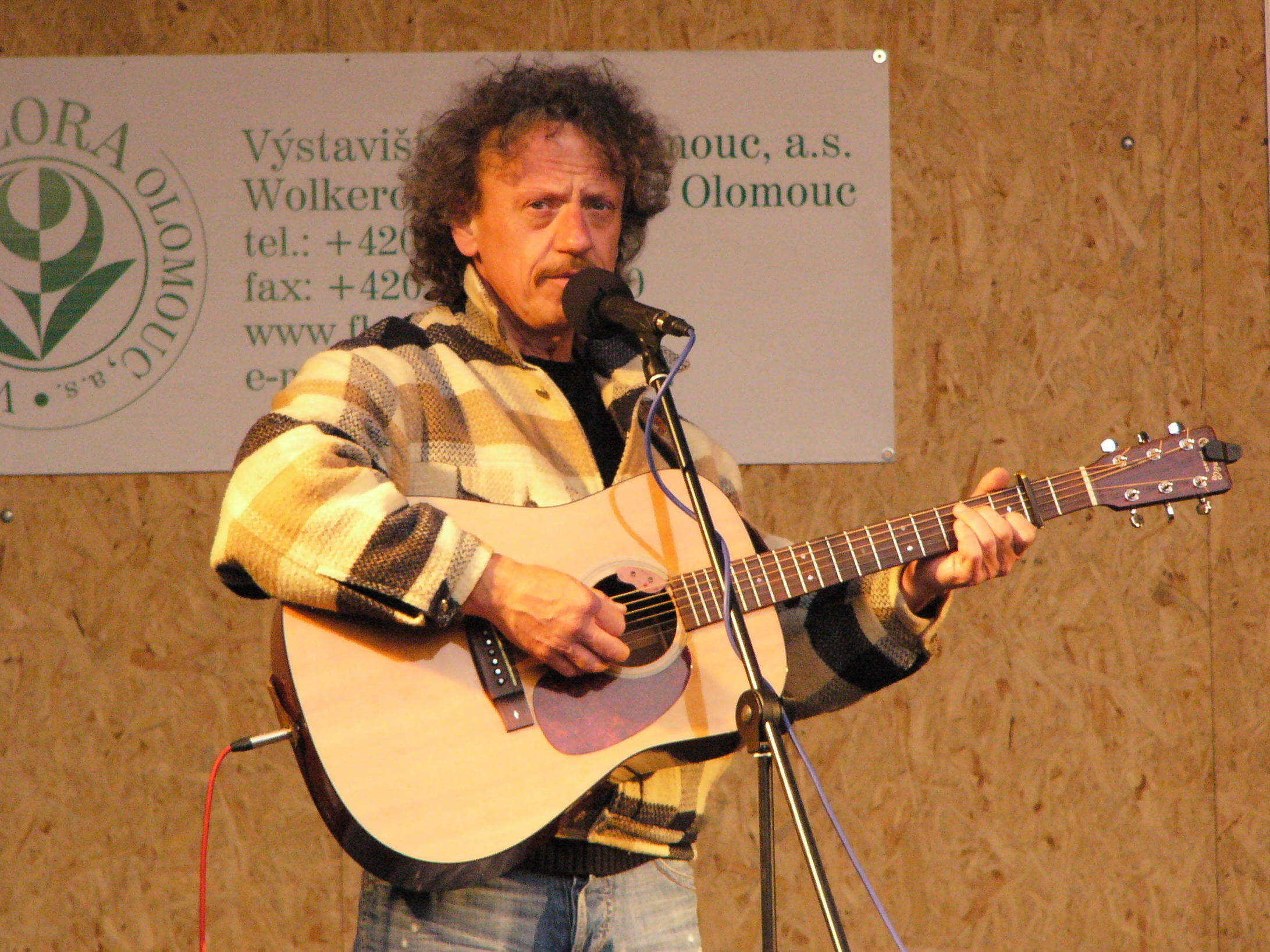
Tonda Hlaváč
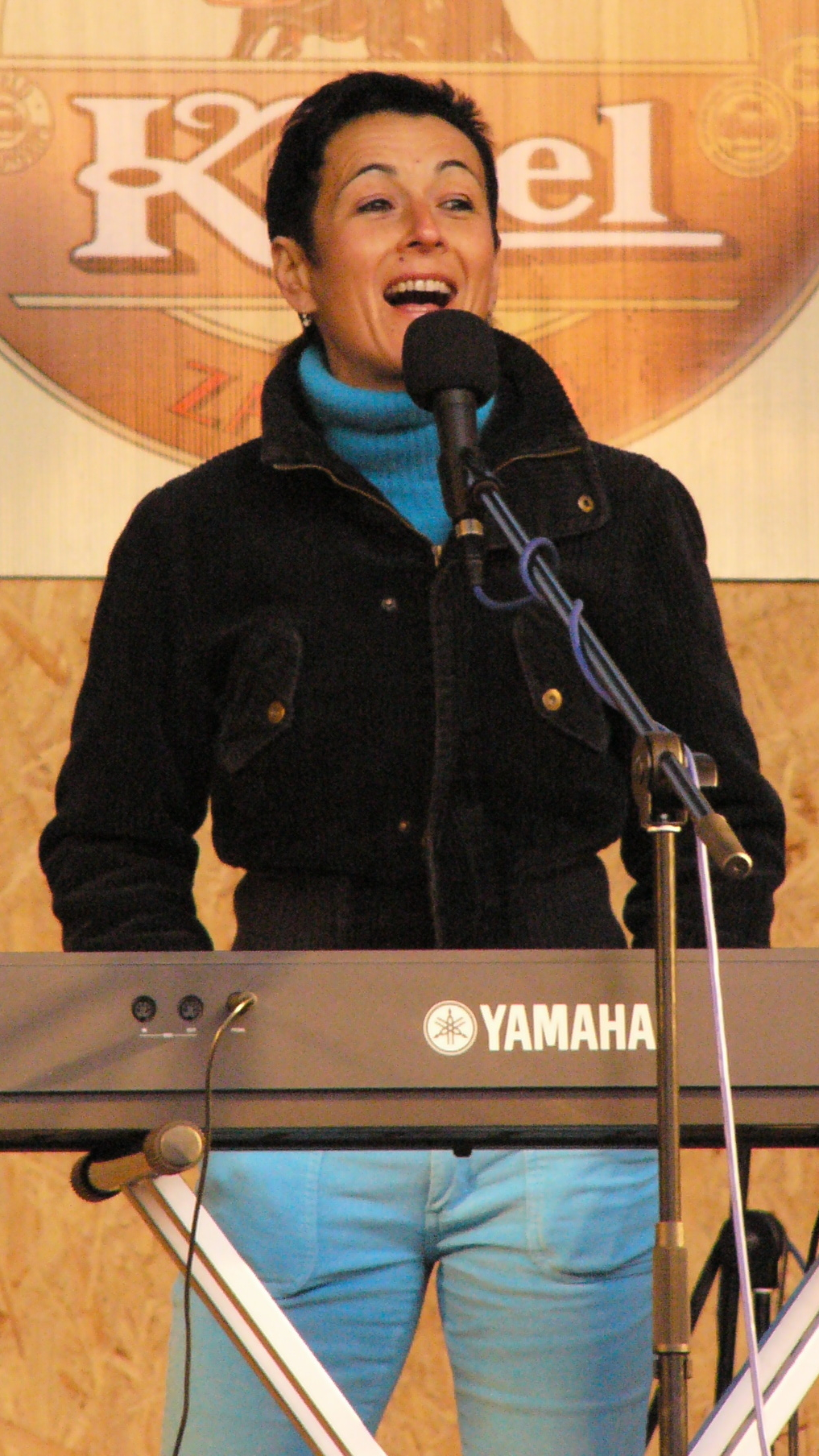
Šárka Benetková
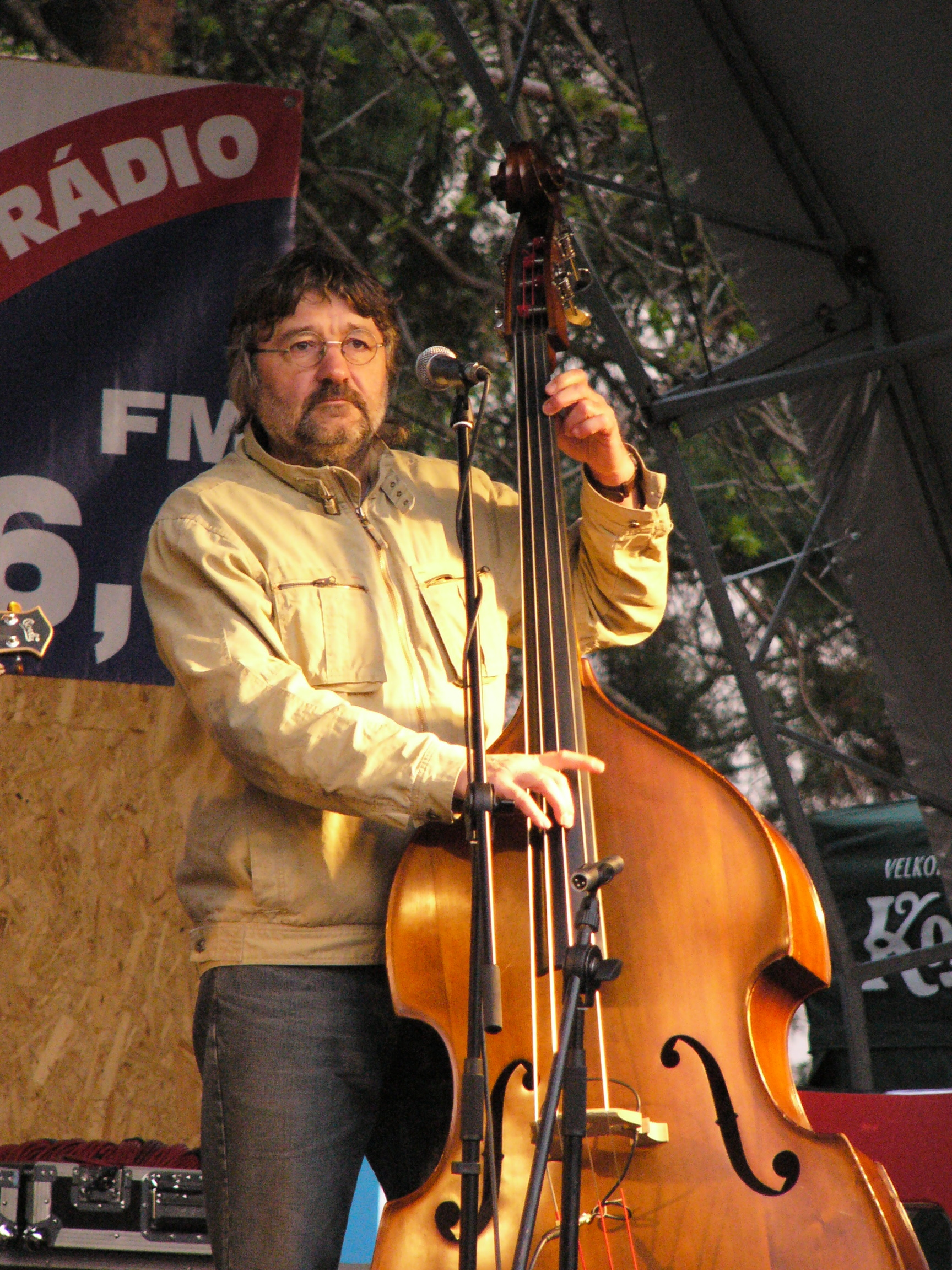
Pavel Jim Drengubák

## Diskografie
- EP Edice „Cesty“, Panton 1984
- SP Edice „Porta“ + Miki Ryvola, Supraphon 1988
- LP Nezmaři, Panton 1988
- LP+CD Zvláštní rána, FT Records 1992
- CD Nezmaři 15 let Live, Monitor 1993
- CD Nezmaři 95, Ji-Ho-Music 1995
- CD Nezmaři a něco navíc z let 82-89, Ji-Ho-Music 1995
- CD Nezmaři a filharmonický orchestr jak je neznáte, Ji-Ho-Music 1996
- CD Dávno se známe, Ji-Ho-Music 1997
- CD Rozinky, Ji-Ho-Music 1998
- CD Přej a bude Ti přáno, Ji-Ho-Music 2000
- CD Miki Ryvola & Nezmaři: Písně Wabiho a Mikiho, Ji-Ho-music 2002
- 2 CD Nezmari 25 let, JIM-Art 2003
- CD Nezmaři: Než tóny doznějí, JIM-Art 2004
- CD Kdo si zpívá má do ráje blíž, JIM-Art 2007
- DVD Nezmari 30 let! (záznam koncertu ke 30 letům skupiny), JIM-Art 2008
- CD Jihočeská komorní filharmonie a Nezmaři, JIM-Art 2009
- CD Stopy bláznů, JIM-Art 2014